# Xã Pine Rock, Quận Ogle, Illinois
Xã Pine Rock (tiếng Anh: Pine Rock Township) là một xã thuộc quận Ogle, tiểu bang Illinois, Hoa Kỳ. Năm 2010, dân số của xã này là 985 người.